# Euthalia donata
Euthalia donata är en fjärilsart som beskrevs av Hans Fruhstorfer 1907. Euthalia donata ingår i släktet Euthalia och familjen praktfjärilar. Inga underarter finns listade i Catalogue of Life.